# Завод метанолу у Томську
Завод метанолу у Томську  – підприємство хімічної промисловості, що діє у Томській області Росії.
В 1983-му на майданчику заводу ввели в дію виробництво метанолу річною потужністю 750 тисяч тон. У 1985-му його доповнили похідним виробництвом формальдегіду та карбамідоформальдегідної смоли (втім, більшість метанолу все-таки постачається зовнішнім споживачам).
В 2016-му почали проект модернізації обладнання із виходом на початку 2017-го на добовий рівень у 2800 тон. Також в 2016-му завершили реконструкцію виробництва формальдегіду та карбамідоформальдегідного концентрату, які мають сукупну потужність у 120 тисяч тон на рік. 
В 2017-му було фактично випущено 890 тисяч тон, а в 2019-му 884 тисячі тон метанолу (плюс 15 тисяч тон формаліну та 62 тисячі тон карбамідоформальдегідного концентрату). В 2022-му через вимушену переорієнтацію на азіатський ринок випуск метанолу зменшився до 722 тисяч тон.
Для виробництва метанолу використовують природний газ, що надходить по системі Нижньовартовськ – Кузбасс.
Наразі контроль над підприємством має «Газпром», який з 2006-го здійснював це через компанію «Сібметахім», що потім була перейменована на «Газпром метанол».